# Tyrannochthonius meneghettii
Espèce
Synonymes
- Parachthonius meneghettii Caporiacco, 1949
- Tyrannochthonius holmi Beier, 1955

Tyrannochthonius meneghettii est une espèce de pseudoscorpions de la famille des Chthoniidae.

## Distribution
Cette espèce se rencontre au Kenya, en Ouganda, en Tanzanie, au Burundi, au Rwanda et au Congo-Kinshasa.

## Description
L'holotype mesure 1,46 mm.

## Étymologie
Cette espèce est nommée en l'honneur de Ferruccio Meneghetti.

## Publication originale
- Caporiacco, 1949 : Aracnidi della Colonia del Kenya raccolti da Toschi e Meneghetti negli anni 1944-1946. Commentationes Pontificiae Academiae Scientiarum, vol. 18, no 6, p. 309-492.